# Kurt Becker-Marx
Kurt Becker-Marx (* 26. September 1921 in Wiesbaden; † 24. Juni 2004 in Bad Herrenalb) war ein deutscher Verwaltungsjurist.

## Werdegang
Becker-Marx war von 1956 bis 1964 Landrat des Landkreises Ludwigshafen. Anschließend war er Verbandsdirektor des Raumordnungsverbandes Rhein-Neckar. Er war Professor für Raumordnung und Landesplanung an der Universität Mannheim. Er war zudem ab 1992 Mitglied der Akademie für Raumforschung und Landesplanung in Hannover. Politisch engagierte er sich in der SPD, für die er bei der Bundestagswahl 1965 erfolglos auf der Landesliste Rheinland-Pfalz kandidierte. Becker-Marx verstarb 2004. 

## Ehrungen
- 1971: Verdienstkreuz am Bande der Bundesrepublik Deutschland

## Schriften (Auswahl)
- Modelle grenzüberschreitender Kooperation am Oberrhein. Hannover 1992. ISBN 978-3-88838-213-0.
- Themen: aus seinen Schriften; eine Festgabe zum 70. Geburtstag. Mannheim 1991.
- Untergang und Übergang : d. aktuellen Krisen als Elemente d. geschichtl. Fortschritts. Haag / Herchen 1983. ISBN 978-3-88129-633-5.
- Wissenschaft und Regionalplanung : Möglichkeiten u. Grenzen d. Förderung regionalplaner. Aufgaben durch wissenschaftl. Forschung ; Perspektiven d. Forschungsberichte d. Ausschusses "Raum und Natur" über d. Ansprüche d. modernen Industriegesellschaft an d. Raum. Hannover 1977. ISBN 978-3-507-91459-9.
- Die Region Rhein-Neckar und der Regionalverband. Mannheim 1964.
- Der Naturrechtsgedanke bei Montesquieu. o.O 1953.